# 假藏小檗
假藏小檗（学名：Berberis pseudotibetica）为小檗科小檗属下的一个种。

## 扩展阅读
- 維基物種上的相關：假藏小檗